# Rio Mocal
Mocal é um rio localizado no território de Honduras, na América Central.